# Espígol
|  | Per a altres significats, vegeu «Espígol comú». |

L'espígol, espígol ver, espic, espígol d'estiu, espigola, barballó, lavanda o llavanda (Lavandula angustifolia, Lavandula officinalis, Lavandula spica) és un arbust de la família de les lamiàcies o labiades, reconeguda com a planta medicinal. El nom del gènere —Lavandula— ve de lavo, que significa 'purificar'. Popularment és coneguda com a espígol o lavanda. Pertany a la família de les labiades, situada en la subclasse Asteridae, que comprèn unes 3.000 espècies agrupades en 200 gèneres. És una planta perenne olorosa amb fulles lanceolades i inflorescència amb diverses flors blavoses agrupades formant una mena d'espiga laxa. Les tiges són de secció quadrada. Floreix a principi d'estiu i el fruit és un aqueni.
L'espígol és una planta mediterrània que floreix a l'estiu, a partir del mes de juny. El seu origen és de l'oest de la conca mediterrània i habita terrenys calcaris, secs, pobres i solejats de les muntanyes del Principat català i de la meitat septentrional del País Valencià. També és cultivat a Europa (Croàcia, Itàlia, França i Portugal) i a Amèrica, per la seva essència.

## Morfologia
Lavandula spica és un arbust de 0,30 a 1 m d'alçada, de tija molt ramificada i grisenca, la tija de la qual és quadrangular, tret característic de la família. La tija és erecta i d'aquesta surten unes branques herbàcies amb angle ascendent, en les quals hi ha unes fulles. Les fulles, d'uns 2–3 mm d'amplada, són linears, senzilles, amb un nervi central, estretes, aromàtiques, disposades de manera oposada sobre la tija, amb marge sencer, de color verd, amb poc de pèl i amb glàndules d'oli essencial al revers. Les inflorescències, utilitzades per les seves substàncies, són espigues terminals amb un peduncle de 10-15 cm.	
Lavandula spica té una fórmula floral de ↓K(5) [C(5) A 4+1º] G(2). Les flors estan reunides amb espigues llargament pedunculades de 10 a 30 cm no ramificades, de color viola i acompanyades de bràctees amplament ovals, escarioses i estèrils, la funció de les quals és atreure els insectes pol·linitzadors. Tenen una fragància aromàtica i una simetria zigomorfa (amb un pla de simetria).
El periant, generalment, consta de sèpals que constitueixen el calze i la corol·la, els pètals. El calze, d'uns 5 a 8 mm, és gamosèpal (sèpals fusionats), tubulós i de color viola. La corol·la, de 10-12 mm, està formada per cinc gamopètals (pètals fusionats) en forma de tub curt i obert per dalt formant dos llavis. Aquesta boca té un llavi superior més o menys pla i generalment bilobulat, i un altre llavi inferior trilobulat. La corol·la de tipus bilabiada, amb pètals petits i agrupats en inflorescència de tipus raïm o espiga, és la característica més important de la lavanda.
L'androceu és format per quatre estams lliures didínams (A 2+2), dos dels quals són curts i dos llargs. Els estams estan inserits al tub de la corol·la, a l'interior de la flor.
D'altra banda, el gineceu, que és l'aparell reproductor femení, és format per un ovari súper i de concrescència tetracarpel·lar. Alhora, conté un estil ginobàsic amb quatre cluses.
Finalment, els fruits són simples, ja que procedeixen d'un gineceu pluricarpel·lar cenocàrpic, i indehiscents. L'anomenen aqueni. Aquest té la característica que conté una sola llavor, brillant i de color marró.
Una espècie semblant n'és el barballó (Lavandula latifolia), anomenat també espígol mascle, que creix en la terra baixa i és més freqüent. Es distingeix de l'espígol perquè el barballó té les fulles més amples (5–8 mm el barballó davant de 2–3 mm de l'espígol) i la inflorescència ramificada (l'espígol sol tenir els peduncles no ramificats). També hi ha híbrids espontanis o artificials entre aquestes dues espècies (Lavandula x burnati).

## Biogeografia
Família àmplia i pràcticament cosmopolita, ja que només falta en àrees frígides de l'hemisferi boreal i es troba especialment ben representada a la regió del Mediterrani.
Lavandula spica és una espècie pròpia de la muntanya mitjana, generalment per sobre dels 600 metres d'altitud. Originària de la regió de Catalunya (Pirineus, Catalunya central i serralades Litorals) i al País Valencià (al nord i a les muntanyes de l'interior), en prats sobre substrat calcari, amb la subespècie pyrenaica. A les illes no la trobem.
Algunes varietats de la subespècie angustifolia són conreades. Es cultiva a certa altitud; per tal que l'essència sigui de qualitat ha de reproduir-se vegetativament escollint les plantes amb millor olor. La reproducció per llavor és difícil, ja que la germinació no passa del 30% i no n'assegura la qualitat. Els principals productors en són l'estat espanyol, el francès, Bulgària i l'exIugoslàvia.

## Usos

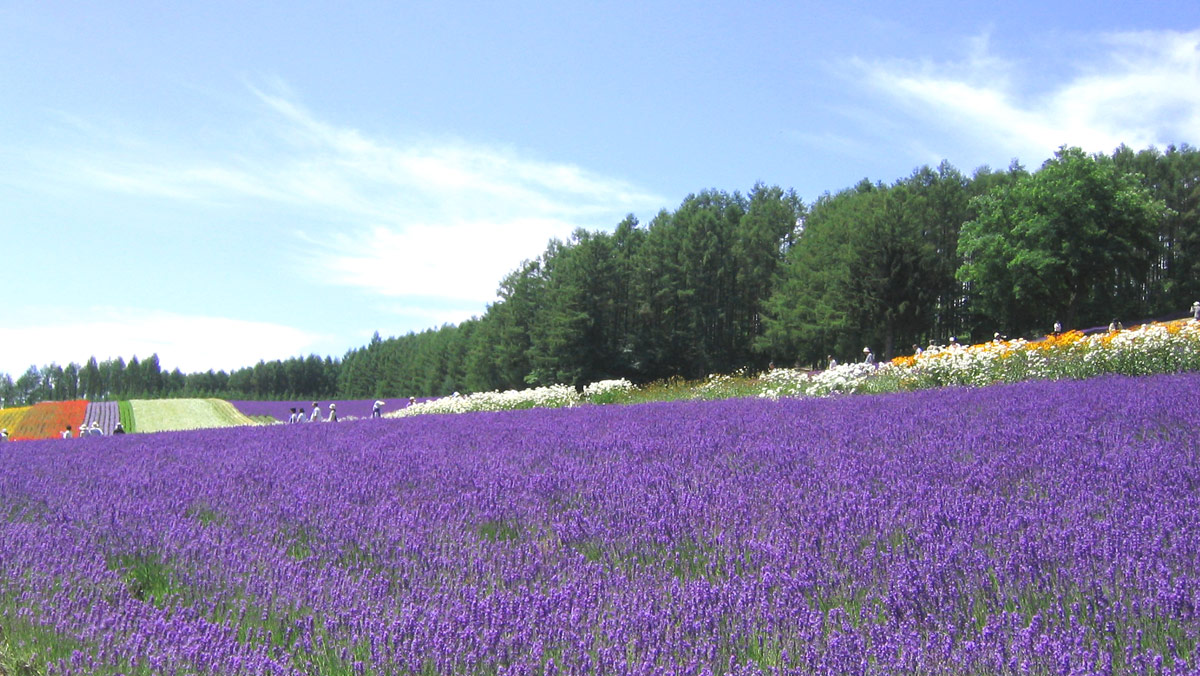
Conreu d'espígol a Hokkaidō

- Medicinal (d'aquí ve el sinònim officinalis, referit a les "oficines" de farmàcia). Tradicionalment, s'usa una infusió de flors com a tranquil·litzant o inductor del son.
- Perfumeria: s'obté l'oli essencial d'espígol i diversos perfums i colònies. També utilitzat per a perfumar la roba fent una pinya amb les fulles agrupades.
- La mel monofloral d'espígol, que és així considerada si la proporció del pol·len dins la mostra de mel que s'analitza és suficient, és molt apreciada i forma part de la mel de L'Alcarria.
- Repel·lent de mosquits; en canvi, atrau les papallones.

La Lavandula spica és un arbust que s'ha de sembrar a la primavera, més exactament a la fi del mes de maig. L'adob ha de ser discret i limitat a un sol subministrament a la tardor. S'ha de podar enèrgicament després de la floració de juny i juliol. S'han de regar escassament, aconsellable una vegada per setmana a l'estiu i cada 15 dies a l'hivern.

## Imatges

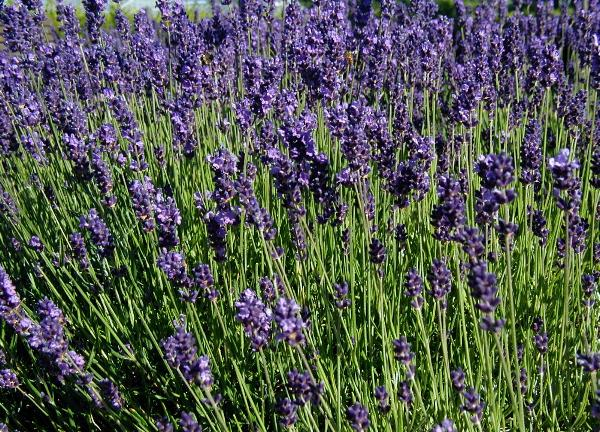
Plantes conreades florides
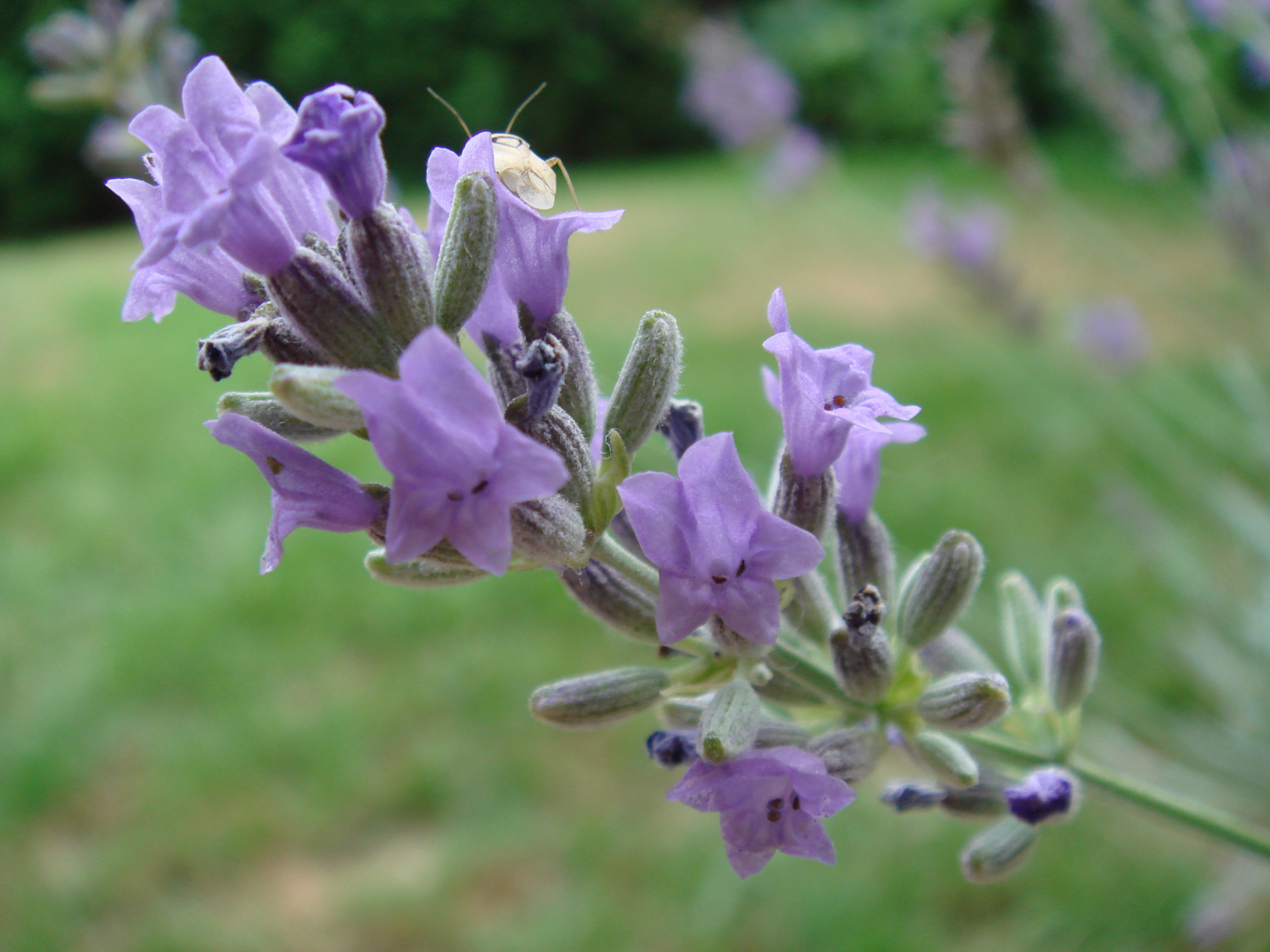
Detall de la inflorescència
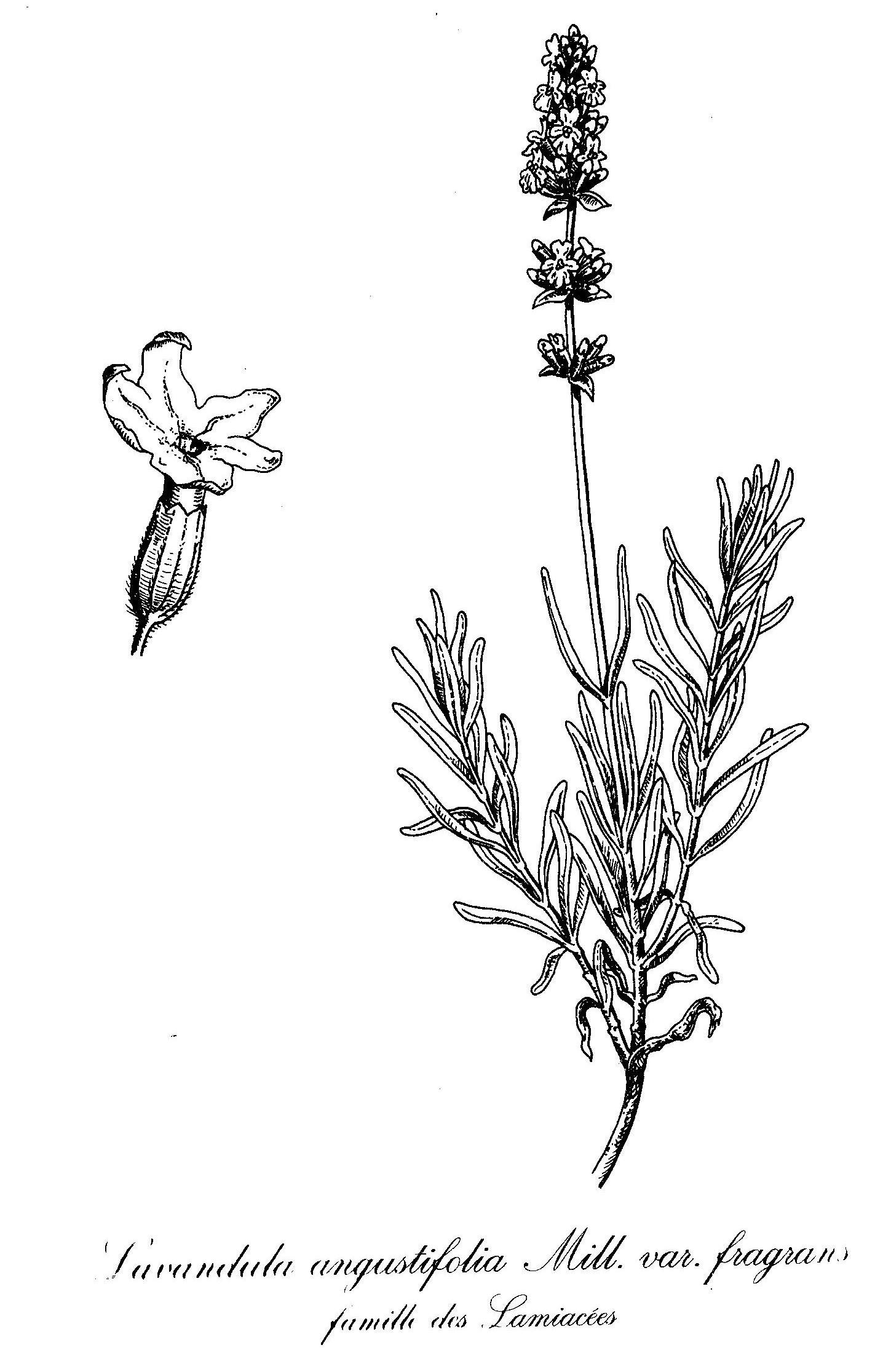
Esquema de Lavandula angustifolia
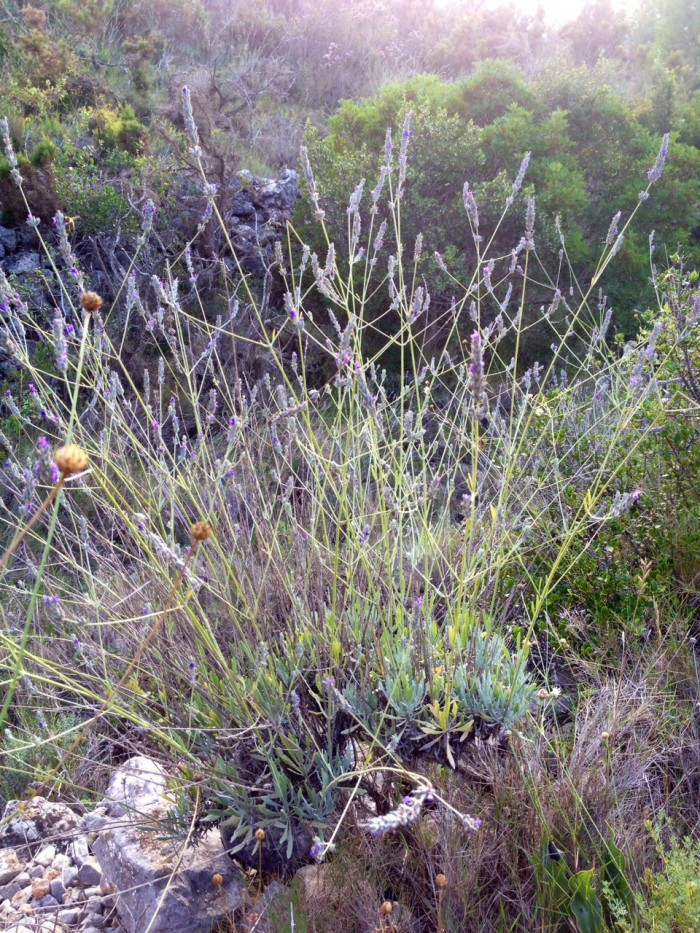
Espígol a la serra del Montsià